# Branice (województwo opolskie)
Branice (cz. Bránice, niem. Branitz) – wieś w Polsce położona w województwie opolskim, w powiecie głubczyckim, w gminie Branice.
Wieś leży na Płaskowyżu Głubczyckim (wchodzącym w skład Niziny Śląskiej) u podnóża południowo-wschodniej części Gór Opawskich (Sudety Wschodnie).
W Branicach znajduje się m.in. szpital psychiatryczny założony przez biskupa Józefa Natana.

## Geografia
Miejscowość leży nad potokiem Wilżyna, dopływem Opawy. Między wsiami Branice i Boboluszki znajduje się płaskie wzgórze Plechowa Góra (328 m n.p.m.; niem. Plechowa Berg albo Blechberg), kulminacja Płaskowyżu Głubczyckiego, na której wcześniej stała wieża triangulacyjna. Wysokość względna między  dnem dolinki Wilżyny a szczytem Plechowa, w kierunku południowym, na dystansie 1,2 km wynosi 25 m.
Leży na terenie Nadleśnictwa Prudnik (obręb Prudnik).

## Nazwa
Na przestrzeni lat praktycznie zmieniał się jedynie zapis nazwy (Branicz, Brenicz, Branitz itd.). Nazwa jest patronimiczna i może pochodzić od imienia Bran, ale też od czeskiego słowa brana (polskie brama), lub od czasownika braniti, czyli bronić.

## Historia
Historycznie miejscowość leży na tzw. polskich Morawach, czyli na obszarze dawnego wikariatu generalnego branickiego. Po raz pierwszy wzmiankowane zostały w 1278 roku jako Branicz, kiedy to należało do wydzielonego w 1269 z Margrabstwa Moraw czeskiego księstwa opawskiego, które to co najmniej od końca XV wieku było już uważane za część Górnego Śląska.
Po wojnach śląskich znalazła się w granicach Prus i powiatu głubczyckiego. Pierwotnie była zamieszkała przez tzw. Morawców, z czasem coraz większa część mieszkańców była niemieckojęzyczna. W 1910 już tylko 18% mieszkańców posługiwało się czeskimi gwarami laskimi.
Do głosowania podczas plebiscytu na Górnym Śląsku uprawnione były w Branicach 2072 osoby, z czego 1540, ok. 74,3%, stanowili mieszkańcy (w tym 1454, ok. 70,2% całości, mieszkańcy urodzeni w miejscowości). Oddano 2037 głosów (ok. 98,3% uprawnionych), w tym 2037 (100%) ważnych; za Niemcami głosowały 2032 osoby (ok. 99,8%), a za Polską 5 osób (ok. 0,2%).
W granicach Polski od końca II wojny światowej. Obecna nazwa została administracyjnie zatwierdzona 12 listopada 1946. Po drugiej wojnie światowej Morawców uznano za ludność polską i pozwolono im pozostać. Po 1956 nastąpiła fala emigracji do Niemiec.
W latach 1954–1972 wieś należała i była siedzibą władz gromady Branice. 

## Demografia
Branice podlegają pod Urząd Statystyczny w Opolu, oddział w Prudniku.

## Zabytki

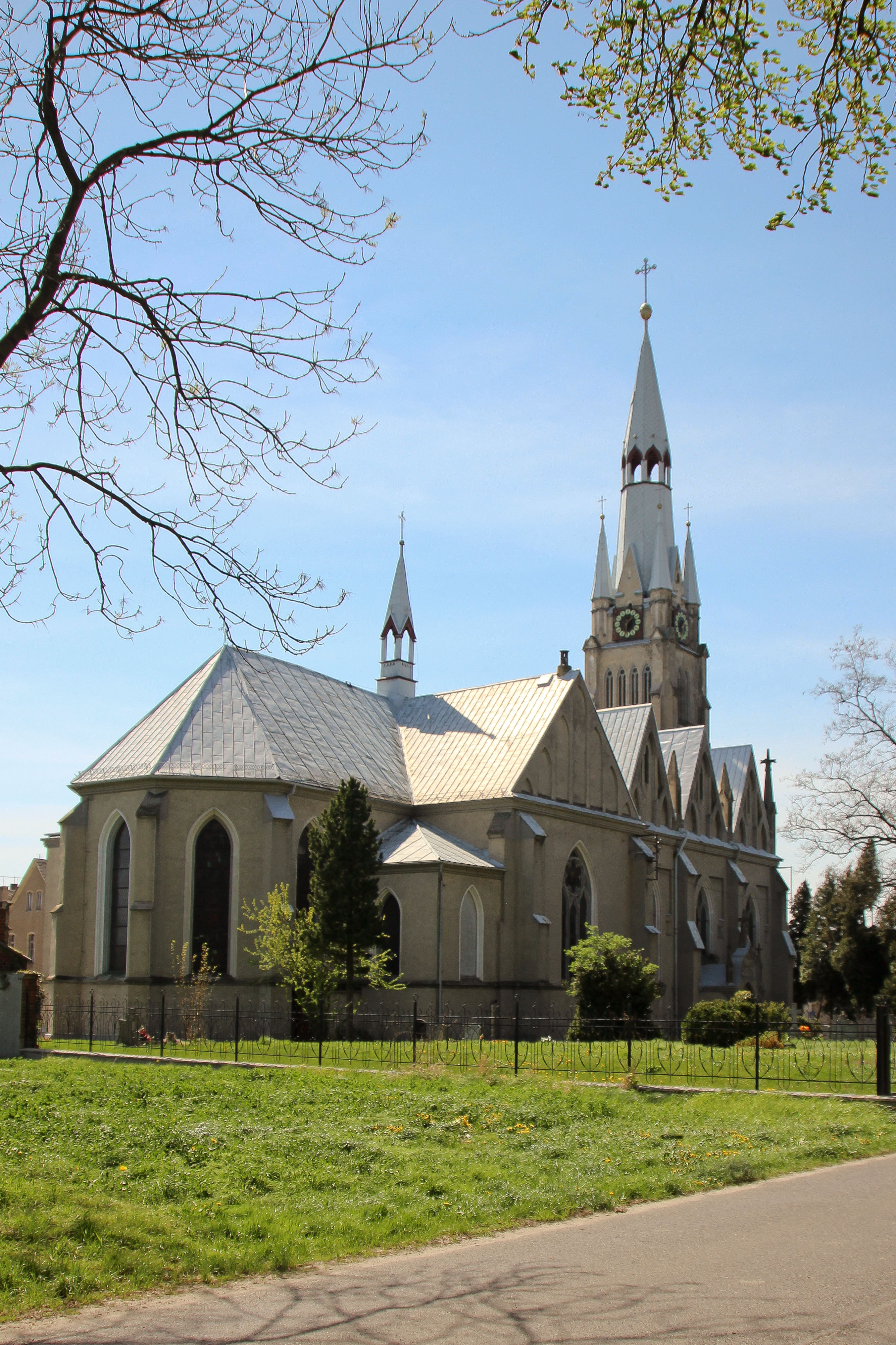
Kościół Wniebowzięcia NMP

Do wojewódzkiego rejestru zabytków wpisane są:
- kościół par. pw. Wniebowzięcia NMP, ul. Kościelna, z XIII wieku, XIX/XX w.
- zespół Zakładu Opiekuńczego i domu zakonnego sióstr Maryi Niepokalanej, ob. szpital psychiatryczny, 1898-1933, nr rej.: A-47/2006 z 15.05.2006 :
  - kościół szpitalny pw. Świętej Rodziny, 1929-32
  - dom zakonny, ob. pawilon szpitalny „J” i plebania, 1929
  - kuchnia centralna
  - szpital dla kobiet, ob. pawilon szpitalny „D”
  - szpital dla sierot, ob. pawilon szpitalny „A”
  - szpital dla chorych umysłowo mężczyzn
  - izolatka dla chorych zakaźnie
  - dom dla mężczyzn, ob. pawilon szpitalny „C”
  - dom dla kobiet, ob. pawilon szpitalny „K”
  - pierwszy dom sióstr, ob. pawilon szpitalny „B 3”
  - budynek instytutu badawczego, 1932-33
  - zieleń o charakterze parkowym
- Dom Rekolekcyjny, ob. klasztor sióstr Maryi Niepokalanej, ul. Szpitalna, 1925/26, nr rej.: 2161/87 z 22.05.1987
- park pałacowy, k. XIX, nr rej.: 134/86 z 28.03.1986

Inne zabytki:
- zamek murowany z cegły, istniał tu w średniowieczu nad rzeką Opawą; na jego ruinach zbudowano browar
- pałac otoczony małym parkiem; obiekt niezagospodarowany z dobrze zachowaną kaplicą.

## Bezpieczeństwo
We wsi znajduje się jednostka ochotniczej straży pożarnej. OSP Branice wchodzi w skład Kompanii Gaśniczej „Prudnik”.